# کیزگی
کیزگی (به لاتین: Kizgi) یک منطقهٔ مسکونی در روسیه است که در باشقیرستان واقع شده‌است.